# Château de la Devèze (Vérargues)
Pour les articles homonymes, voir Château de la Devèze (homonymie).
 (juillet 2020).

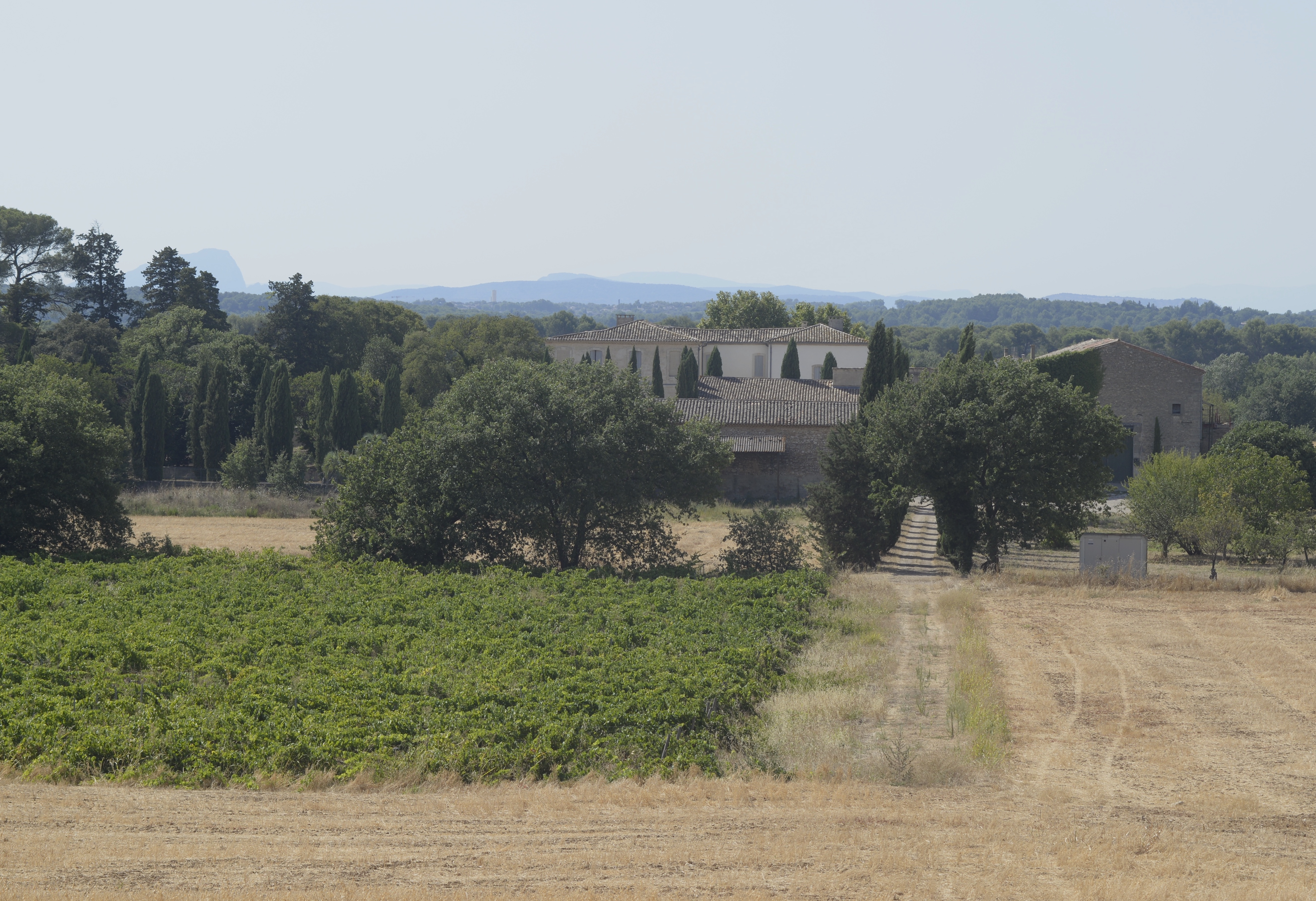
Château de la Dévèze au sud de Vérargues, commune d'Entre-Vignes, France.

Le château de la Devèze est un château situé à Vérargues, dans le département de l'Hérault et la région Occitanie. Il est aujourd'hui, le centre d'un domaine viticole. 

## Histoire
Ce château fait l’objet d’une inscription au titre des monuments historiques depuis le 13 novembre 1974 .

## Étymologie
Le mot devèze est un toponyme fréquent dans le Midi de la France. Issu du latin defensum ("chose interdite"), le terme fut décliné dans différentes langues régionales et se retrouve sous la forme de devesa en catalan, devèse en langue d'oc ou devez en occitan. Il définit une zone en défens, un bois ou un pâturage soumis à la réglementation.